# Unterladerding
Unterladerding ist eine Rotte in der Marktgemeinde Bad Hofgastein im österreichischen Bundesland Salzburg.

## Geografie
Die Rotte Unterladerding gehört zur Ortschaft Laderding und zur Katastralgemeinde Harbach. Sie liegt am rechten Flussufer der Gasteiner Ache. Der Schönwinklgraben, ein Nebenbach der Gasteiner Ache, fließt durch den Ort.

## Kultur und Sehenswürdigkeiten
Ein bauhistorisch bemerkenswerter Bauernhof in Unterladerding ist der Sagschneider (Laderding Nr. 4).

## Infrastruktur
Durch den Ort verläuft die Landesstraße B167. Unterladerding ist über die Bushaltestelle Bad Hofgastein Laderding an den öffentlichen Verkehr angeschlossen. Die Fernradwege Ciclovia Alpe Adria und EuroVelo 7 führen durch die Siedlung.